# 4358 Лінн
4358 Лінн (4358 Lynn) — астероїд головного поясу, відкритий 5 жовтня 1909 року.
Тіссеранів параметр щодо Юпітера — 3,354.